# 涂步衢
涂步衢（?—?），江西省南昌府奉新縣人，清朝政治人物、同進士出身。
光緒二十年（1894年），参加光緒甲午科殿試，登進士三甲159名。同年五月，授内阁中书。